# Álarcos virágfuró
Az álarcos virágfuró (Diglossa cyanea) a madarak osztályának verébalakúak (Passeriformes) rendjébe és a tangarafélék (Thraupidae) családjába tartozó faj.

## Rendszerezése
A fajt Frédéric de Lafresnaye francia ornitológus írta le 1840-ben, az Uncirostrum nembe Uncirostrum cyaneum néven. Sorolták a Diglossopis nembe Diglossopis cyanea néven is.

## Alfajai
- Diglossa cyanea cyanea (Lafresnaye, 1840)
- Diglossa cyanea dispar J. T. Zimmer, 1942
- Diglossa cyanea melanopis Tschudi, 1844
- Diglossa cyanea obscura Phelps & Phelps Jr, 1952
- Diglossa cyanea tovarensis J. T. Zimmer & Phelps, 1952[2]

## Előfordulása
Az Andok hegységben, Bolívia, Ecuador, Kolumbia, Peru és Venezuela területén honos. Természetes élőhelyei a szubtrópusi és trópusi hegyi erdők és magaslati cserjések, valamint másodlagos erdők. Állandó, nem vonuló faj.

## Megjelenése
Testhossza 15 centiméter.
|  |

## Természetvédelmi helyzete
Az elterjedési területe nagyon nagy, egyedszáma pedig stabil. A Természetvédelmi Világszövetség Vörös listáján nem fenyegetett fajként szerepel.